# Andrés Soto
Andrés Soto Mena (Lima; 29 de abril de 1949-ibídem; 7 de julio de 2017)  fue un cantautor peruano, cuyas canciones suelen ser interpretadas por diversos autores latinoamericanos. Fue uno de los fundadores del grupo Manos Duras, agrupación creada en 1968 junto con Paco Guzmán, Daniel (Kiri) Escobar y Hugo Castillo.
Chabuca Granda lo consideraba uno de los cantautores más importantes de habla castellana, y Mario Vargas Llosa lo ha elogiado en su programa de televisión "La Torre de Babel".